# Baihe (Tainan)
Baihe (chinesisch 白河區, Pinyin Báihé Qū, taiwanisch: Pe̍h-hô-khu) ist ein Bezirk der regierungsunmittelbaren Stadt Tainan im Südwesten der Republik China auf Taiwan.

## Beschreibung, Lage und Klima
Baihe liegt in der Jianan-Ebene an der nordöstlichen Grenze des Stadtgebiets von Tainan, benachbart zum angrenzenden Landkreis Chiayi. Mit etwa 126 km² ist es der flächenmäßig zweitgrößte Bezirk Tainans. Hinsichtlich der Einwohnerzahl stand er im Jahr 2018 jedoch nur an 18. Stelle (von 37). Die Nachbarbezirke sind Houbi im Westen und Dongshan im Süden. Im Landkreis Chiayi grenzen die Gemeinden Shuishang, Zhongpu und Dapu im Norden und Westen an.
Das Klima ist subtropisch-warm und vom Monsun geprägt.

## Geschichte
Eine erste dauerhafte Ansiedlung von Han-Chinesen erfolgte zur Regierungszeit Kaiser Qianlongs (1735–1796). Der ursprüngliche Name der Örtlichkeit lautete 店仔口,  Diànzǐkǒu – „Tor zum Geschäft“, weil sich hier ein kleiner Laden befand. Es entwickelte sich schließlich eine Art Marktplatz und die Örtlichkeit erhielt während der japanischen Kolonialzeit 1920 den Namen Baihe (白河 – „Weißer Fluss“), nach dem örtlichen Fließgewässer. Nach 1945 wurde Baihe zu einer Stadtgemeinde im neu gegründeten Landkreis Tainan. Am 25. Dezember 2010 wurde der gesamte Landkreis Tainan in die Stadt Tainan integriert und die früheren Landkreisgemeinden erhielten den Status von Stadtbezirken. Aus der Stadtgemeinde Baihe (白河鎮,  Báihé Zhèn) wurde damit der Bezirk Baihe (白河區,  Báihé Qū).

## Bevölkerung
Im Dezember 2017 gehörten von damals 28.520 Bewohnern 58 Personen den indigenen Völkern an. Mit 0,2 % lag der Anteil weit unter dem taiwanischen Durchschnitt. Die Bevölkerung nimmt seit Jahrzehnten durch Abwanderung und Überalterung langsam ab. Im Jahr 1950 hatte Baihe 30.201 Einwohner, im Jahr 1981 wurde mit  47.664 der bisherige Höchststand erreicht und seitdem nahm die Bevölkerungszahl fast kontinuierlich ab auf etwa 28.200 im Jahr 2018.

## Administration
Am 10. November 2017 wurde von der Stadtverwaltung eine neue Einteilung des Stadtbezirks in 21 Stadtteile (里,  Lǐ) angekündigt, die in zwei Phasen am 29. Januar und 30. April 2018 umgesetzt wurde.

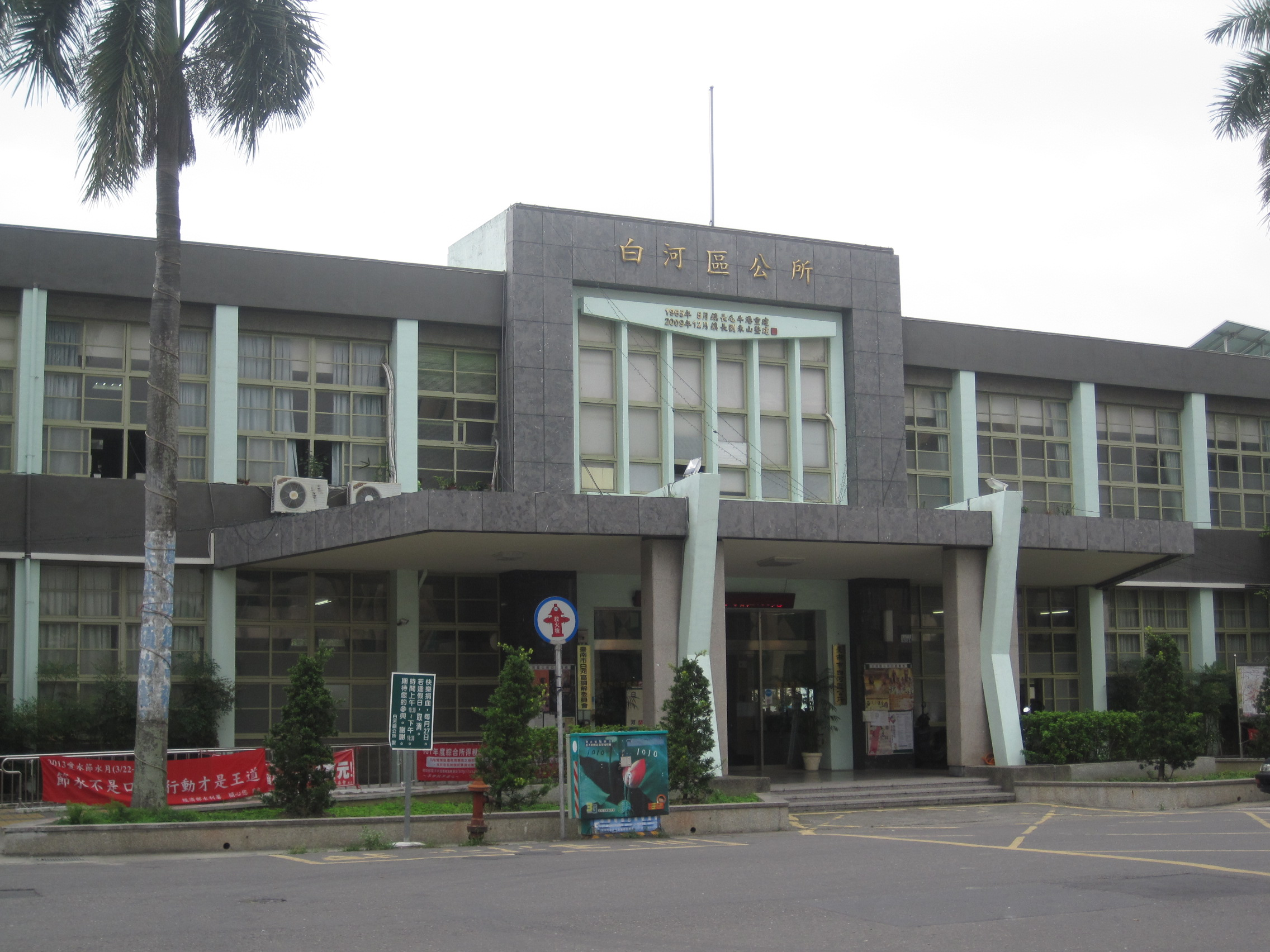
Bezirksamt von Baihe

| Gliederung von Baihe |
|                      |

1 Guanling (關嶺里)

2 Xiancao (仙草里)

3 Hushan (虎山里)

4 Dalin (大林里)

5 Hedong (河東里)

6 Liuxi (六溪里)

7 Dazhu (大竹里)

8 Zhaofeng (詔豐里)

9 Guanglian (廣蓮里)

10 Baihe (白河里)

11 Zhuangnei (庄內里)

12 Waijiao (外角里)

13 Yong’an (永安里)

14 Biaontou (汴頭里)

15 Xiuyou (秀祐里)

16 Neijiao (內角里)

17 Qinei (崎內里)

18 Machouhu (馬稠後里)

19 Zhumen (竹門里)

20 Kantou (崁頭里)

21 Shengan (昇安里)

## Verkehr

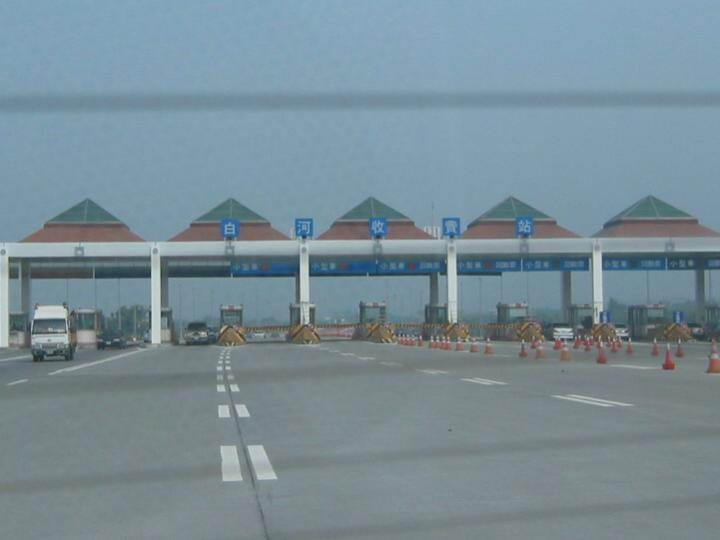
Autobahnmautstelle auf der Nationalstraße 3 in Baihe

Baihe wird in Nord-Süd-Richtung durch die Nationalstraße 3 (Autobahn) durchquert. In Ost-West-Richtung verläuft die Kreisstraße 172 und von Südsüdwesten nach Nordnordosten ziehen die Kreisstraßen 165 (im Westen von Baihe) und 175 (im Osten). Eine direkte Eisenbahnanbindung existiert nicht.

## Landwirtschaft
Baihe ist überregional bekannt für seinen Lotos-Anbau. In Baihe finden sich etwa zwei Drittel der gesamten Lotos-Anbaufläche Taiwans. Von der Lotospflanze werden verschiedene Teile genutzt. Im Sommer werden in aufwändiger manueller Arbeit die Lotossamen gewonnen, geschält und getrocknet. Die Lotussamen finden in verschiedenen Speisen Verwendung und die Samenkerne (Keime) spielen in der traditionellen chinesischen Medizin eine Rolle. Ein Hektar Anbaufläche ergibt typischerweise zwei bis drei Tonnen Lotussamen. Aus im Winter geernteten Lotoswurzeln wird Lotosmehl hergestellt, das für verschiedene Arten von Desserts, Suppen und Kosmetikprodukten verwendet wird. Weitere Produkte sind Nanliao-Mandarinen (Ponkans, erhältlich September bis Mitte Dezember).

## Sehenswürdigkeiten
In Baihe gibt es eine Reihe von Sehenswürdigkeiten. Dazu zählen der vier Hektar große Lotos-Park (蓮花公園) im Ortsteil Yufeng mit mehreren Lotosteichen und ein Lotosanbau-Informationszentrum (蓮花產業資訊館), ein kleines zweistöckiges Museum mit einer Ausstellungsfläche von 200 Ping (≈ 660 m²). Auf dem Gebiet von Baihe befindet sich an der Grenze zum benachbarten Landkreis Chiayi der Dadongshan (大凍山 – „Großer gefrorener Berg“, ), der mit 1239 Metern die höchste Erhebung im Stadtgebiet von Tainan ist und seinen Namen von den dort herrschenden kühleren Temperaturen erhalten hat. Bei schönem Wetter hat man von der Bergspitze einen Ausblick auf die Taiwanstraße.
An der Westseite des Dadongshan befindet sich der Kanding-Fu’an-Tempel (崁頂福安宮,  Kàndǐng Fú'ān Gōng, ), der der Erdgottheit Fu De Zheng Shen geweiht ist. Neben dem Fu’an-Tempel in Checheng und dem Hongludi-Tempel in Zhonghe (Neu-Taipeh) ist er einer der drei großen Tempel in Taiwan, in denen die Gottheit verehrt wird.
An der Südwestseite des Berges Zhentoushan (枕頭山) findet sich ein geothermales Phänomen, benannt „Wasser und Feuer“ (水火同源,  Shuǐhuǒ tóng yuán, ). In der Nähe einer kleinen Quelle tritt kontinuierlich Erdgas aus Erdspalten aus und brennt in einer Flamme ab. Das Naturphänomen wurde schon im Jahr 1701 durch einen buddhistischen Mönch beschrieben und die Flamme ist seitdem nicht erloschen. Vor dem Erdbeben im Jahr 1964 erschien die Flamme wesentlich stärker. Nach dem Beben trat das Gas offensichtlich aus mehreren Poren aus und die Flamme erscheint seitdem schwächer und zum Teil so, als ob sie auf dem Wasser schwebt. Als weiterer Ausdruck der geothermalen Aktivität finden sich die alkalischen heißen Quellen von Guanziling (關子嶺溫泉), in denen gebadet werden kann.
Im Ortsteil Xiancao befindet sich am Fuß des Zhentoushan der buddhistische Daxian-Tempel (大仙寺). Die Grundlagen des Tempels wurden schon in den Anfangsjahrzehnten der Qing-Dynastie zur Zeit Kangxis geschaffen. Im Verlauf seiner Geschichte wurde der Tempel durch Erdbeben wiederholt beschädigt und mehrfach wieder auf- und umgebaut.

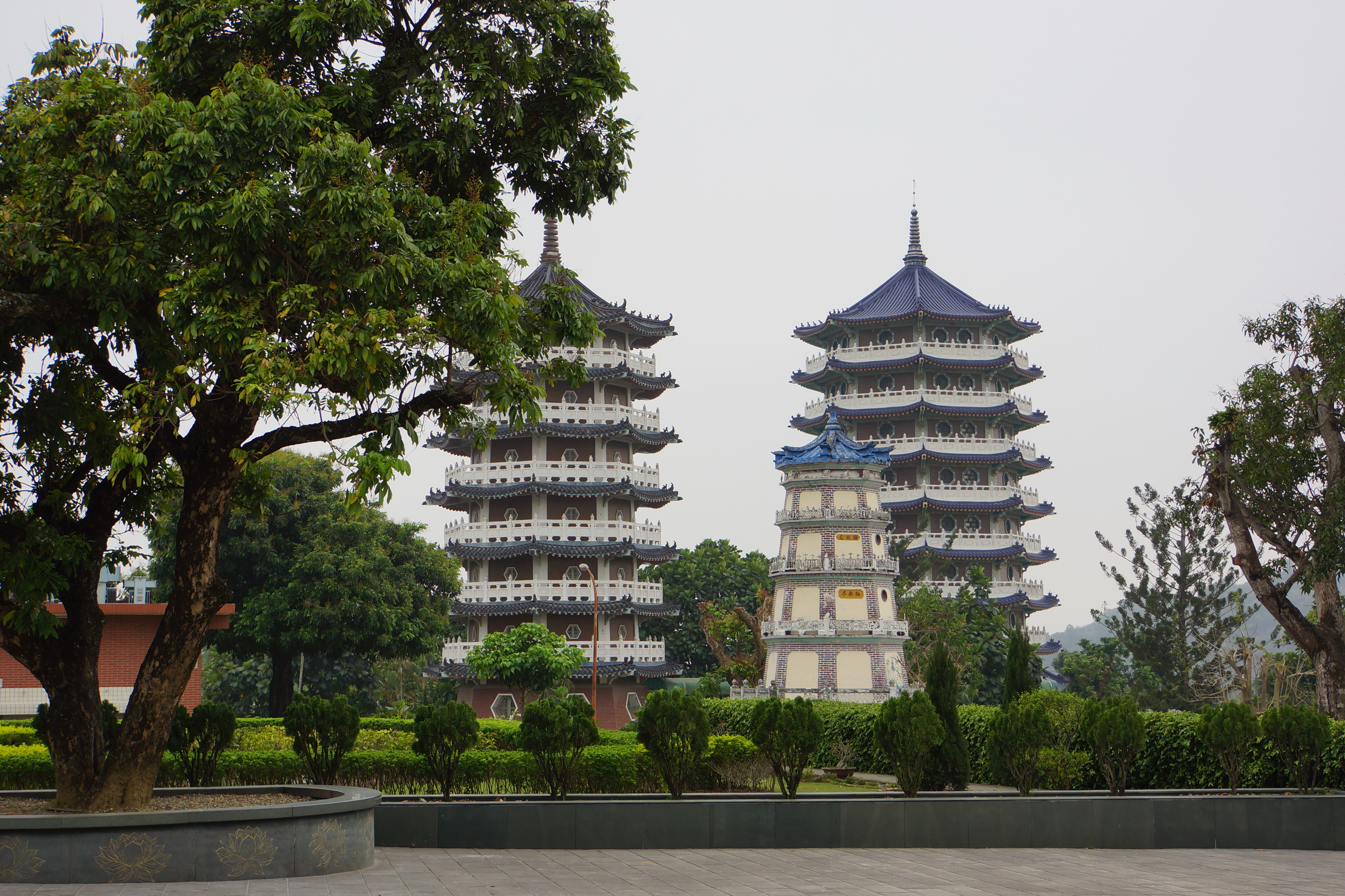
Daxian-Tempel
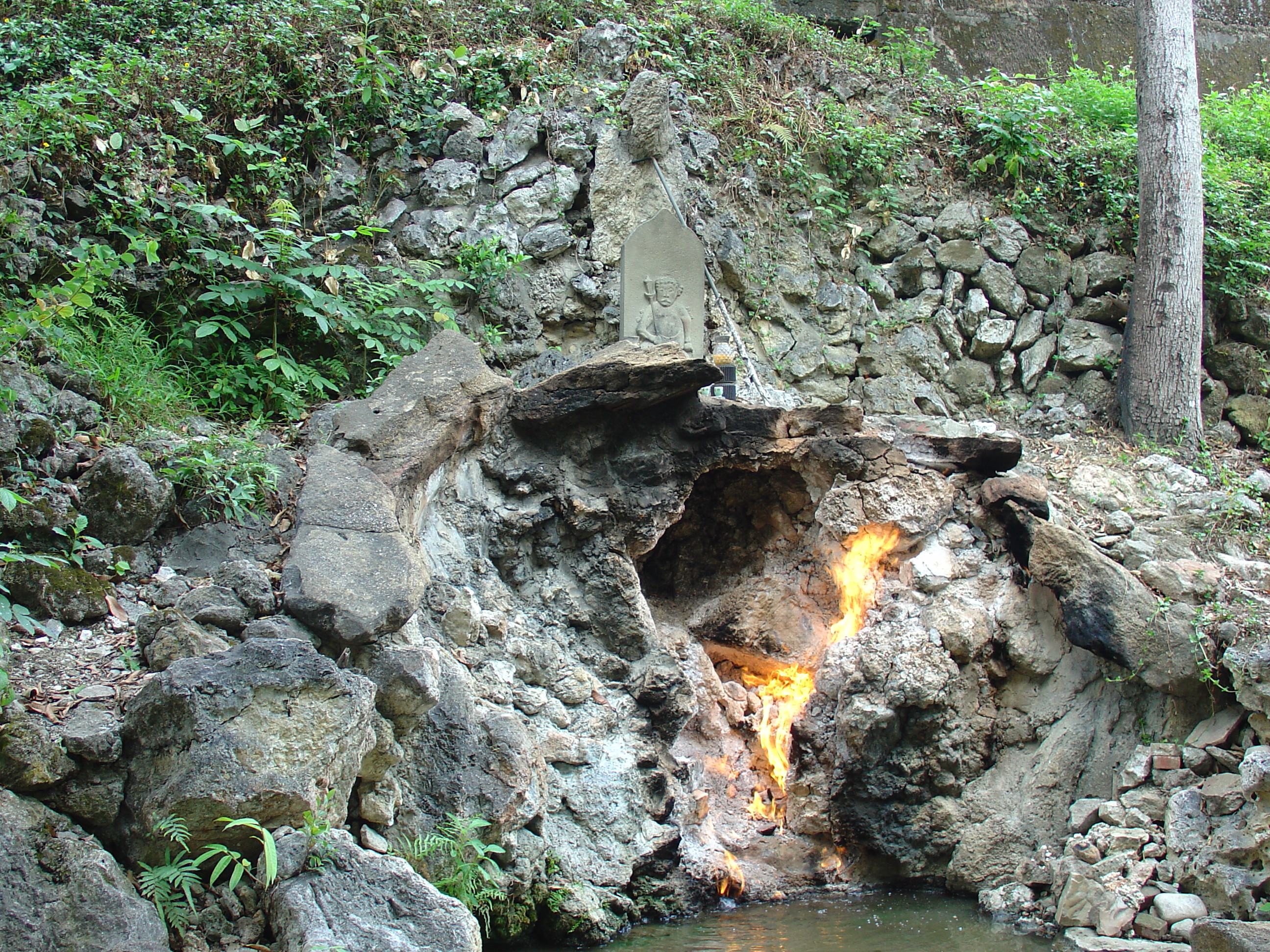
Wasser und Feuer
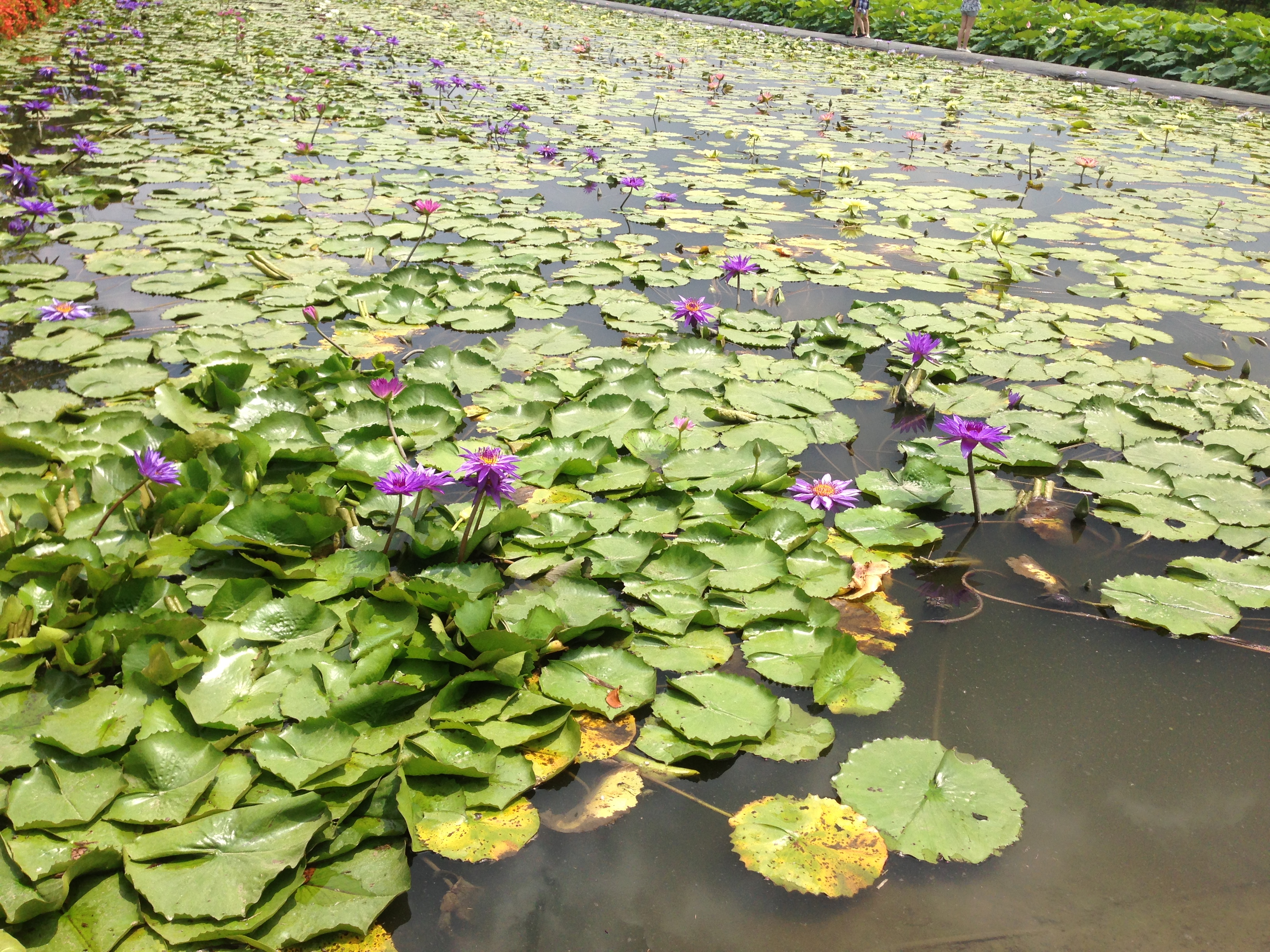
Lotosteich in Baihe